# Mitsubishi K3M
Mitsubishi K3M (яп. 中島AT-2中島AT-2) — серийный учебный и военно-транспортный самолёт Императорского флота Японии и Императорской армии Японии периода 1930-х годов и Второй мировой войны.
Кодовое имя союзников — «Пайн» (англ. Pine).

## История создания
В 1929 году фирма Mitsubishi разработала проект одномоторного учебного самолёта, получившего внутреннее обозначение 4MS1. Имперский флот Японии проявил интерес к самолёту и заказал два опытных образца самолёта, оснащенные двигателем Hispano-Suiza мощностью 340 к.с. Фюзеляж был сварной конструкции, обтянутый полотняной обшивкой.
Первый самолёт был готов в 1930 году и получил обозначение K3M1.
Результаты испытаний показали, что самолёт был неустойчивым в полёте. Второй экземпляр был аналогичный первому, но у третьего и четвёртого прототипов увеличили V-сходство крыла, что увеличило устойчивость самолёта в полёте. Но самолёт всё ещё имел проблемы с двигателем, поэтому флот, прежде, чем принять самолёт на вооружение, приказал установить на самолёт двигатель Hitachi Amakaze мощностью 340 л. с. После этого самолёт был запущен в серийное производство под названием «Учебный морской самолёт Тип 90 Модель 1» (или K3M2). Этот вариант был вооружён 7,7-мм пулемётом в открытой турели. Пилот размещался в открытой кабине над крылом, а два курсанта — в закрытой кабине под крылом.
Самолёт, кроме Mitsubishi, также выпускался фирмой Aichi.
В 1933 Имперская армия Японии также проявила интерес к самолёту и заказала несколько изменённый вариант, который получил обозначение Ki-7. Этот вариант имел усиленную мотораму и носовую часть и оснащался более мощным двигателем. Было изготовлено 2 прототипа, но после того, как один из них разбился во время испытаний, армия потеряла интерес к самолёту. Второй прототип, оснащённый двигателем Bristol Jupiter VI, был переделан в гражданский вариант. Шасси было сменное — поплавки или колеса. Он получил название MS-1 и гражданскую регистрацию  J-BABQ и был продан авиакомпании «Токио коку К. К.».
С 1939 года флотский вариант самолёта выпускался фирмой Watanabe под названием «Учебный самолёт морской Тип 90 Модель 2» (или K3M3). Он был оснащён двигателем Nakajima Kotobuki-2 мощностью 580 л. с., а киль имел большую площадь, подобно гражданского варианта.
Во время Второй мировой войны самолёты K3M2 и K3M3 широко использовались для подготовки пилотов. Кроме того, некоторая часть самолётов была переделана в транспортный вариант K3M3-L, который мог перевозить 4-5 пассажиров.
Всего было построено 625 самолётов всех модификаций.

## Тактико-технические характеристики (K3M3)

### Технические характеристики
- Экипаж: 2-4 человек
- Пассажиры: 4-5 человек
- Длина: 9,54 м
- Высота: 3,82 м
- Размах крыльев: 15,78 м
- Площадь крыльев: 34,50 м²
- Масса пустого: 1 360 кг
- Масса снаряжённого: 2 200 кг
- Двигатели: 1 х Nakajima Kotobuki-2
- Мощность: 580 л. с.

### Летные характеристики
- Максимальная скорость: 230 км/ч
- Крейсерская скорость: 186 км/ч
- Дальность полёта: 790 км
- Практический потолок: 6 389 м

### Вооружение
- 1 х 7,7-мм пулемёт «Тип 92»
- 4 х 30-кг бомб

## Модификации
- K3M1 — первоначальный вариант
- K3M2 (Учебный морской самолёт тип 90) — начальный серийный флотский вариант учебного самолёта
- K3M3 (Учебный морской самолёт тип 90) — модифицированный серийный флотский вариант учебного самолёта
- K3M3-L — военно-транспортный вариант для флота
- Ki-7 — прототип армейского учебного самолёта (2 экз.)
- MS-1 — гражданский транспортный самолёт

## Ссылка
- На Викискладе есть медиафайлы по теме Mitsubishi K3M